# В-11
В-11 — советское 37-мм спаренное корабельное зенитное орудие.

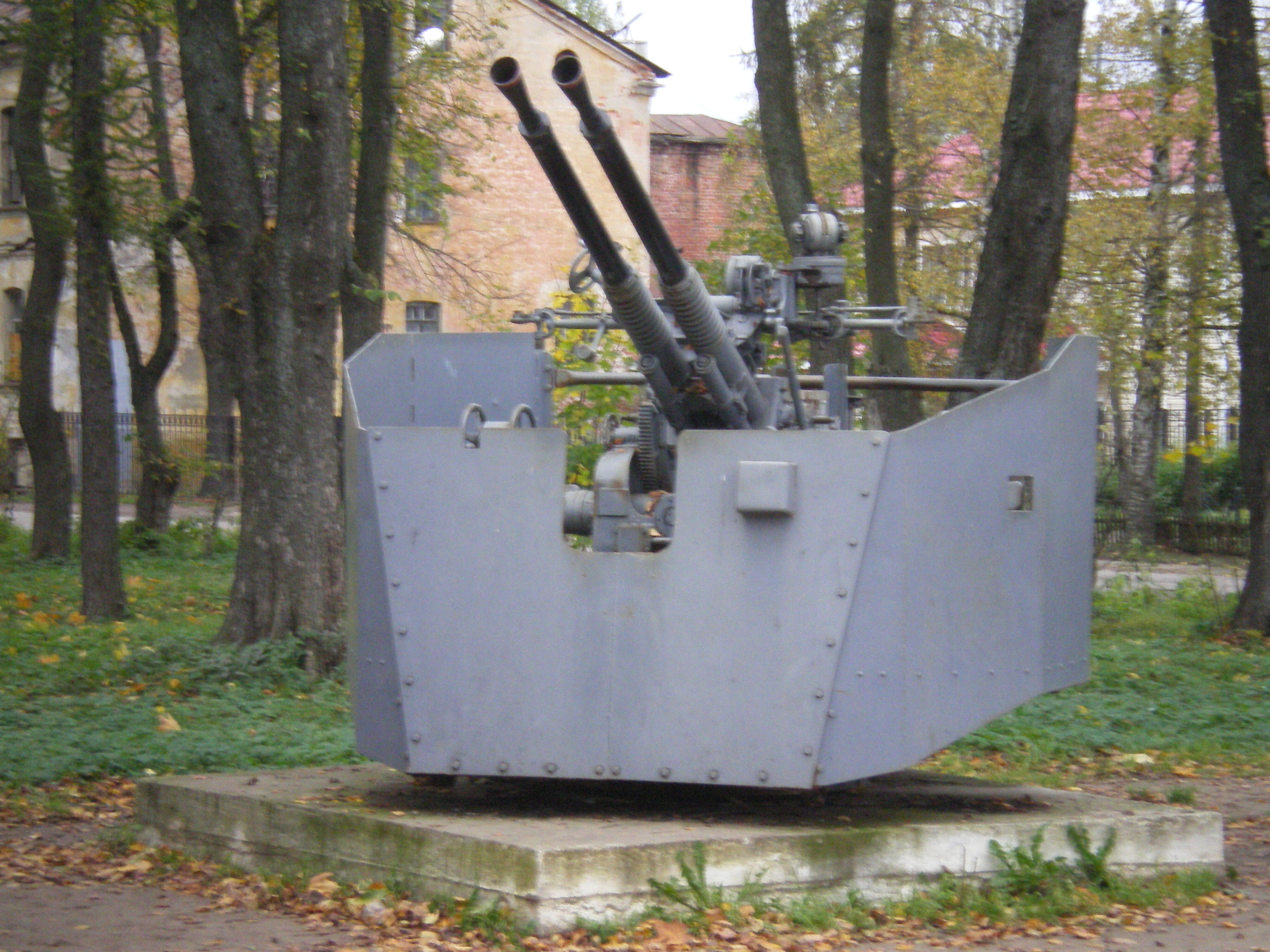
Пушка в некоммерческом музее «Эхо великих стражений», Шлиссельбург

## История
Это орудие было спроектировано на основе артустановки 70-К, которая состояла на вооружении ВМФ СССР в ходе Великой Отечественной войны. Технический проект В-11 был разработан АНИМИ в 1940 году. Государственные корабельные испытания прошли на большом охотнике «Штурман» на Северном флоте с 16 июля по 12 августа 1944 года. В-11 приняли на вооружение 25 июля 1946 года, а в ходе эксплуатации в её конструкцию вносились небольшие конструктивные изменения. Так появилась модификация В-11М. Производство артустановки В-11 длилось до 1957 года, и за это время было произведено 1872 таких артустановок.

## Описание

### Механическая структура
Качающаяся часть установки представляла собой два автомата с баллистикой пушки 70-К, смонтированных в одной люльке. Ствол-моноблок имел принудительное водяное охлаждение, затвор вертикально-клиновой. Механизмы вертикальной и горизонтальной наводки были ручными (с двумя скоростями). Механизм стабилизации ручного действия был предназначен для стабилизации оси цапф (качающейся части во время качки), однако вскоре его убрали. Питание автоматов было обойменное (по 5 патронов); подача обойм ручная.

### Характеристики стрельбы
В состав боекомплекта входили осколочно-трассирующие снаряды массой 732 г (из них масса взрывчатого вещества 36 г) и бронебойно-трассирующие снаряды массой 758 г (без взрывчатого вещества и взрывателя). Начальная скорость обоих снарядов составляла 880 м/с. Дальность стрельбы: баллистическая — 8400 м; по самоликвидатору — 4000 м; потолок — 4000 м.